# Анна Ярославна — королева Франции
«Анна Ярославна — королева Франции» — исторический роман русского писателя Антонина Ладинского, впервые изданный в 1961 году. Рассказывает о русской княжне Анне, которая стала женой короля Франции Генриха I. Роман получил высокие оценки историков, его вольной экранизацией стал художественный фильм «Ярославна, королева Франции» (1978).

## Сюжет
Главная героиня романа — дочь киевского князя Ярослава Мудрого Анна, которую отец выдаёт замуж за короля Франции Генриха I. Княжна совершает путь через всю Европу и поселяется в Париже. Она рожает своему мужу детей, старается принять его страну, но при этом сохраняет память о родине и воспоминания о скандинаве Филиппе, в которого была влюблена в юности. Имя последнего Анна даёт своему старшему сыну. После девяти лет брака королева становится вдовой, позже выходит за графа Валуа. Сын, повзрослев, отстраняет её от государственных дел. Таким образом, в изображении Ладинского у Анны несчастливая судьба.

## Создание и оценки
Ладинский начал собирать материал для книги об Анне Ярославне ещё в эмиграции, в начале 1940-х годов. Он работал в ряде европейских библиотек, планируя изначально создать «литературно-историческую биографию». После возвращения в Россию в 1955 году Ладинский углубился в местные библиотечные фонды, стремясь максимально глубоко изучить эпоху. Роман был опубликован в 1961 году, вскоре после смерти автора.
С точки зрения достоверности роман высоко оценили историки Владимир Пашуто и Александр Немировский. По словам первого из них, Ладинский «своим трудом опередил историков». Ладинский написал ещё два исторических романа о Киевской Руси, «Когда пал Херсонес» и «Последний путь Владимира Мономаха», и все эти книги считаются условной трилогией. Историки их хвалят, мнения литературоведов расходятся. Например, Вольфганг Казак пишет, что романы Ладинского, включая «Анну Ярославну», «страдают длиннотами и не отличаются ни верностью историческим фактам, ни хотя бы отдалённым соответствием духу описываемой эпохи».
По мотивам романа Игорь Масленников в 1979 году снял фильм «Ярославна, королева Франции» с Еленой Кореневой в главной роли. Впрочем, от сюжета книги в картине практически ничего не осталось.